# Corona 66
Corona 66 – amerykański satelita rozpoznawczy. Był dwudziestym drugim statkiem serii Keyhole-4 ARGON tajnego programu CORONA. Jego zadaniem było wykonanie wywiadowczych zdjęć Ziemi. Wyposażony w eksperymentalną kamerę. Materiał zdjęciowy uszkodzony przez przecieki światła. Wraz ze statkiem wyniesiono satelitę Hitchhiker 1.

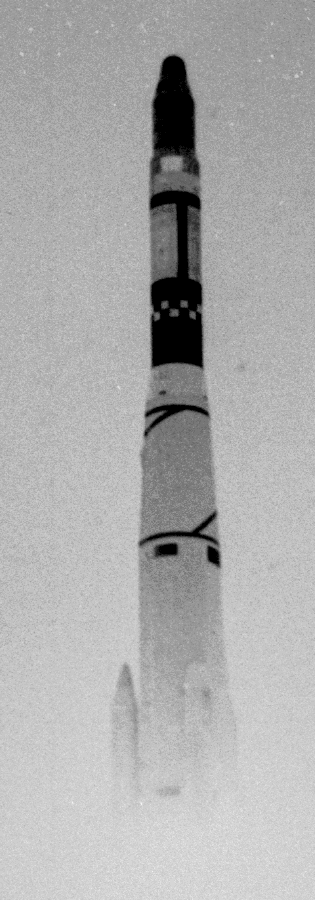
Start rakiety Thor Agena D z satelitą Corona 66 na pokładzie

Udane misje serii KH-4 wykonały łącznie 101 743 zdjęcia na prawie 72 917 metrach taśmy filmowej.